# Нейропсихологический фактор
Нейропсихологический фактор (НПФ) — основное понятие нейропсихологии. Понятие было введено в нейропсихологию А. Р. Лурия в 1947—1948 гг. в работах «Травматическая афазия» (1947) и «Восстановление функций после военной травмы» (1948). Оно является фундаментальным концептом, который А. Р. Лурия использовал при разработке методологии нейропсихологической диагностики, методологии анализа нарушений высших психических функций (ВПФ) при локальных поражениях головного мозга. При помощи понятия «фактор» А. Р. Лурия была сделана попытка преодолеть психофизиологическую проблему и предложить новое решение проблемы связи ВПФ и морфологических структур головного мозга, проблемы локализации ВПФ в мозге. Под фактором А. Р. Лурия понимал «собственную функцию» той или иной мозговой структуры, определенный принцип, способ (modus operandi) (1948, 1969 и др.) ее работы. 

## Предпосылки создания понятия
В Средние века философы и натуралисты считали возможным локализовать сложные «психические способности» в трех мозговых желудочках. В начале XIX века австрийский врач и анатом Франц Галль предложил связать сложные «способности» человека с конкретными участками головного мозга, которые, разрастаясь, образуют соответствующие выпуклости на черепе, на основе исследования которых можно определять индивидуальные различия в способностях человека. Данная идея легла в основу созданного Ф. Галлем направления в науке — френологии. Свои идеи о структурно-функциональной организации головного мозга Галль обобщил в специальных френологических картах. Так или иначе, они были быстро забыты, а на смену им пришли исследования, которые имели своей целью изучить роль различных участков мозга для протекания психических процессов на материале наблюдений над изменениями поведения человека в результате поражений его ограниченных участков.
Первым научно-обоснованным знанием о мозговой организации сложных психических процессов можно считать описание мозга больного, который в течение многих лет страдал грубым нарушением моторной (экспрессивной) речи, сделанное французским хирургом и анатомом Полем Брока. Он установил, что в мозгу пациента была разрушена задняя треть нижней лобной извилины, которую впоследствии Брока назвал «центром моторных образов слов». Вслед за ним, в 1873 году немецкий психиатр Карл Вернике описал случай, когда при поражении задней трети верхней височной извилины левого полушария больной терял способность понимать услышанную речь при относительной сохранности экспрессивной речи. Эти открытия положили начало многочисленным исследованиям локализации сложных психических функций в головном мозге, причем ученые стремились обнаружить именно такие ограниченные участки мозга, которые участвуют в отправлении определенных психических функций, как простых, так и сложных (к таким исследователям относится, например, немецкий психиатр Клейст, предложивший свою локализационную карту различных психических функций). 
Все вышеперечисленные подходы к исследованию психофизиологической проблемы объединяют под понятием «узкий локализационизм». В противоположность ему существовал другой класс взглядов, именуемый «эквипотенциализм». Его представители (Монаков, Гольдштейн, Шеррингтон) указывали на сложный характер психической деятельности человека, который проявляется, прежде всего, в осмысленном характере поведения (Монаков) или абстрактной установке и категориальном поведении (Гольдштейн). Исходя из данных предпосылок, исследователи отмечали принципиальную несводимость сложных психических функций к относительно элементарным процессам работы мозговой ткани. В свою очередь, некоторые эквипотенциалисты вовсе признавали дуализм психики («души») и тела, отрывая психические процессы от мозгового субстрата и к признавая их особую духовную природу (Монаков, Шеррингтон). Другие же считали, что категориальное поведение является наиболее высоким уровнем мозговой деятельности, зависящим в большей степени от массы вовлеченного в работу мозга, чем от участия тех или иных определенных зон мозговой коры (Гольдштейн, 1934, 1948). Последний подход противоречил некоторым эмпирическим данным — при отсутствии большей части головного мозга (врожденная или прижизненно сформированная особенность морфологического строения головного мозга), человек мог не демонстрировать явных отклонений психической деятельности, живя совершенно полноценной жизнью.
Итак, несостоятельность двух полярных подходов (узкий локализационизм и эквипотенциализм) в разрешении психофизиологической проблемы была очевидна. Острая необходимость осмыслить то, как связаны головной мозг и психика, до сих пор имела место. Новый подход к данной проблеме был предложен А. Р. Лурия. Основываясь на идее о функциональной системе П. К. Анохина и на положениях культурно-исторической теории психологии Л. С. Выготского, А. Р. Лурия подверг пересмотру (с психологической точки зрения) основные понятия неврологии, психиатрии, физиологии, психологии — «функция», «локализация», «симптом», - новое представление о содержании которых могло позволить развить учение о высших корковых функциях человека и об их нарушениях при локальных поражениях головного мозга.

### Пересмотр понятия «функция»
Исходя из взглядов представителей узкого локализационизма и эквипотенциализма, можно заключить о том, что каждая психическая функция, «способность» рассматривалась как неразложимое целое по своей структуре. Ее связь со структурами головного мозга носила однозначный характер, то есть конкретная функция является результатом функционирования конкретного участка мозга. Различия двух подходов имели место лишь в аспекте количественном — сколько частей мозга задействованы в отправлении данной функции. Так или иначе, оба подхода имели сходство в том плане, что рассматривали функцию как отправление той или иной ткани.
Исходной позицией А. Р. Лурия была идея о том, что целостная психическая функция представляет собой структуру, состоящую из нескольких звеньев, каждое из которых вносит свой специфический вклад в осуществление этой функции. Иными словами, по своему строению функция является функциональной системой, которой присущи следующие характеристики:
- сложность строения
- подвижность входящих в состав функциональной системы частей
- цель/ задача и результат действия функциональной системы — инвариантные, — но средства достижения цели/ выполнения задачи — вариативные.

### Пересмотр понятия «локализация»
В отличие от локализации элементарных процессов, протекающих в той или иной мозговой ткани, локализация сложных по своему строению функциональных систем в ограниченных участках мозга невозможна по двум причинам. Во-первых, функциональная система состоит из ряда звеньев, специфика которых (а именно – специфика процесса реализации этих звеньев) неоднородна в рамках одной такой функциональной системы. Эта неоднородность проявляется в том, что в структуре одной ВПФ имеются звенья, способ реализации каждого из которых связан с функционированием разных участков коры головного мозга – участок, реализующий одно звено, не эквивалентен участку, реализующему другое звено функциональной системы. Во-вторых, А. Р. Лурия отмечает, что ВПФ складываются в процессе онтогенеза: сначала они представляют собой внешнюю предметную деятельность, которая постепенно интериоризируется, становясь внутренним умственным действием. В этом процессе развития структура ВПФ, или звеньевой состав ВПФ, меняется. Зоны мозговой коры, обеспечивавшие реализацию психической функции на первых этапах ее развития, отличны от зон коры, обеспечивающих реализацию функции на более поздних этапах ее развития. Например, при обучении письму ребенок опирается на припоминание графического образа буквы (задействован зрительный анализатор), ему необходимо проговаривать каждую букву вслух (задействованы различные зоны коры, связанные с реализацией речи, в частности, центр Брока), а непосредственно написание букв, слов и др. осуществляется посредством цепи изолированных движений (задействована премоторная кора). Однако по мере упражнения такая многозвенная структура письма изменяется, превращаясь в единую «кинетическую мелодию», не требующую ни припоминания графического образа, ни проговаривания, ни цепи изолированных движений (задействована преимущественно премоторная кора в ассоциации с некоторыми другими зонами коры, в зависимости от ситуации письма – например, письмо под диктовку или нет и т. д.).
Таким образом, А. Р. Лурия делает вывод о том, что ВПФ как сложные функциональные системы не могут быть локализованы в ограниченных участках головного мозга — они охватывают сложные системы совместно работающих зон мозга, вклад каждой из которых в отправление функции специфичен.

### Пересмотр понятия «симптом»
Ввиду того, что ВПФ представляют собой сложные функциональные системы, состоящие из ряда взаимосвязанных между собой и иерархически организованных звеньев, представляется невозможным говорить о симптоме как указателе на нарушение функционирования конкретной области мозга. То есть симптом не указывает на локализацию поражения в мозге. Например, при заболеваниях мозга различной этиологии, как правило, первое, на что обращают внимание, — это ухудшение памяти. В данном случае ухудшение памяти является симптомом поражения мозга, но он не указывает на то, какой именно участок мозга поражен, поскольку память как ВПФ является сложной функциональной системой, состоящей из множества звеньев. Только понимание того, какой способ реализации определенного звена функциональной системы был нарушен, дает возможность определить локализацию поражения в головном мозге.    
А. Р. Лурия разделял первичные и вторичные симптомы. Первичные симптомы — это такие нарушения звеньев функциональной системы, которые непосредственно связаны с поражением той или иной мозговой структуры. Поскольку функциональная система имеет сложное многокомпонентное и иерархическое строение, поскольку все ее части взаимосвязаны, то при выпадении определенного звена будет неизбежно страдать отправление других звеньев (даже если мозговые структуры, обеспечивающие их функционирование, сохранны), что составляет основу вторичных симптомов.
Данный взгляд на специфику симптома предполагает новый подход к диагностике локальных поражений головного мозга на практике. Существенной частью этой процедуры становится квалификация симптома — анализ структуры нарушения и выяснение причин распада функциональной системы.

## Содержание понятия
Согласно А. Р. Лурия, нейропсихологический фактор — это собственная функция той или иной мозговой структуры, определенный принцип, способ ее работы. Е. Д. Хомская определяет нейропсихологический фактор следующим образом:
«…нейропсихологический фактор — это такая морфофункциональная единица деятельности мозга, которая характеризуется определенным принципом работы (modus operandi) и поражение которой приводит к появлению целостного нейропсихологического синдрома (закономерного сочетания нарушений высших психических функций, объединенных единым радикалом)» 
Иными словами, фактор, являясь принципом работы определенной мозговой структуры, имеет четкую локализацию в головном мозге, в отличие от целостной ВПФ. В то же время, фактор лежит в основе определенного звена психической функции, что обеспечивает сложность и неоднозначность ее связи со структурами мозга. Е. Д. Хомская выделила четыре уровня анализа нейропсихологических факторов:
1. морфологический — нахождение мозгового субстрата фактора
2. физиологический — изучение физиологических процессов, составляющих специфику данного фактора
3. психологический — анализ роли данного фактора в осуществлении разных психических функций
4. генетический — изучение возможности генетической обусловленности нейропсихологических факторов.

В своей статье Ю. В. Микадзе и А. А. Скворцов указывают на многозначность понятия «фактор» в работах А. Р. Лурия. Это относится как к определению и критериям выделения понятия, так и к описанию обозначаемых им явлений.
Во-первых, имеют место несколько дефиниций понятия, в каждом из которых присутствуют указания на различную природу рассматриваемого феномена:
1. фактор как структурная единица ВПФ; здесь А. Р. Лурия подчеркивает психологическую природу феномена
2. фактор как явление преимущественно физиологической природы.

Во-вторых, неоднозначно описание локализации факторов – А. Р. Лурия одновременно указывает на существование общемозговых факторов и подчеркивает связь фактора с конкретной мозговой структурой.
В-третьих, неоднозначно указание на роль факторов в организации психической деятельности человека. С одной стороны, указание на тот или иной фактор имело место только при локальных поражениях головного мозга, т. е. фактор был представлен в качестве составляющей дефекта. Наряду с этим, остается неясным следующий момент: фактор используется и как понятие, тождественное понятию «первичный дефект», и как характеристика причины первичного дефекта, его основания. С другой стороны, А. Р. Лурия описывает нейропсихологический фактор как атрибут нормальной психики.
Итак, авторы статьи делают вывод: «…А. Р. Лурия использовал понятие «фактор» неоднозначно. Объединить все варианты значений этого понятия в непротиворечивую систему сложно». Поэтому необходимо выделить сущность понятия посредством анализа его места и роли в структуре теории системной динамической локализации (ТСДЛ), разработанной А. Р. Лурия и его учениками.
Это возможно при определении задач, на решение которых направлена ТСДЛ. Таковыми являются задачи «определения строения, локализации и физиологического обеспечения ВПФ». Понятие «фактор», в свою очередь, явилось «средством решения этих задач».
Следовательно, в рамках ТСДЛ и ее задач можно выделить следующие определения НПФ:
1. фактор как структурный компонент ВПФ (психологический аспект)
2. фактор как физиологический процесс (физиологический аспект)
3. фактор как локализованный в определенной зоне мозга структурный компонент ВПФ (анатомический аспект).

На основании выделения данных трех сторон понятия в статье предложено следующее определение «фактора»:
«…структурный компонент ВПФ, обеспечиваемый специфическим нейрофизиологическим механизмом, реализующимся в ограниченной зоне мозга». 
Таким образом, посредством введения в нейропсихологию понятия «фактор» А. Р. Лурия смог предложить новое решение психофизиологической проблемы, проблемы связи мозга и психики. Специфика этого решения заключается в том, что постулируется связь не определенной психической функции с конкретной мозговой структурой, а связь принципа осуществления какого-либо звена этой психической функции с конкретным мозговым субстратом. При этом само понятие «фактор» по своему содержанию не является однозначным – оно имеет несколько аспектов (психологический, физиологический, анатомический), каждый из которых представляет собой средство решения фундаментальных задач теории системной динамической локализации высших психических функций.

## Классификация нейропсихологических факторов (по Е. Д. Хомской)[1]
Е. Д. Хомская выделила 7 типов факторов.
1. Модально-специфические факторы, связанные с работой специфических анализаторных систем; мозговой субстрат данных факторов — вторичные поля коры больших полушарий. Выпадение факторов этого типа приводит к гностическим дефектам (агнозиям).
2. Модально-неспецифические факторы, мозговым субстратом которых являются неспецифические срединные структуры мозга. Примеры факторов данного типа: фактор подвижности-инертности, фактор активации-деактивации и др. Выпадение факторов этого типа приводит к динамическим расстройствам психических функций.
3. Факторы, связанные с работой ассоциативных (третичных) областей коры больших полушарий — отражают взаимодействие разных анализаторных систем и переработку уже преобразованной в коре информации. Примеры факторов данного типа: фактор программирования и контроля, фактор симультанной (квазипространственной) организации психической деятельности.
4. Полушарные факторы — факторы, связанные с работой левого и правого полушарий как целого.
5. Факторы межполушарного взаимодействия, мозговым субстратом которых являются структуры мозолистого тела и другие срединные комиссуры головного мозга.
6. Общемозговые факторы, связанные с действием различных общемозговых механизмов (кровообращением, ликворообращением, гуморальными биохимическими процессами и т. д.).
7. Факторы, связанные с работой глубинных структур головного мозга. Их мозговым субстратом являются следующие структуры: стриопаллидарная система, миндалина, гиппокамп, таламические и гипоталамические образования.

## Перспективы исследования нейропсихологических факторов
Н. К. Корсакова выделяет 3 перспективных направления в исследовании нейропсихологических факторов.
1. В концепции А. Р. Лурия не все НПФ являются однородными по своей структуре. Некоторые факторы (например, фактор фонематического слуха) представляются неделимыми, в то время как другие (например, фактор произвольной регуляции деятельности) включают в себя многие субфакторы, и на данный момент еще недостаточно изучены. Необходимы дальнейшие исследования структуры и мозговой организации НПФ произвольной регуляции деятельности.
2. До сих пор остается неясной организация факторов в правом полушарии головного мозга. Необходима интеграция и концептуальное осмысление клинических и экспериментальных данных изучения поражений правого полушария и церебральных структур, обеспечивающих межполушарное взаимодействие.
3. Расширение представлений о многозначности симптома нарушения какой-либо психической функции, поскольку сходные по внешним проявлениям симптомы могут свидетельствовать о поражении разных зон мозга. Важно учитывать большой вклад межструктурных взаимодействий в отправление психических функций.